# لاردریلو
لاردریلو (به ایتالیایی: Larderello) یک منطقهٔ مسکونی در ایتالیا است که در پومارانچه واقع شده‌است. لاردریلو ۳۴۲ نفر جمعیت دارد و ۳۹۰ متر بالاتر از سطح دریا واقع شده‌است.